# Aidia salicifolia
Aidia salicifolia är en måreväxtart som först beskrevs av Hui Lin Li, och fick sitt nu gällande namn av Takasi Takashi Yamazaki. Aidia salicifolia ingår i släktet Aidia och familjen måreväxter. Inga underarter finns listade i Catalogue of Life.